# Idioma paumarí
El Paumarí (también conocido como Paumari, Purupuru, Kurukuru, Pamari, Purupurú, Pammari, Curucuru, Palmari) es una lengua arauana hablada por unas 700 personas en el oeste del Amazonas, en Brasil y Perú .
Es la lengua de los indios Paumarí; la totalidad de los hablantes de esta lengua son bilingües con el portugués y a menudo intercalan palabras de las dos lenguas en la misma frase.

## Para más información
- "Arawa"; in Dixon, Robert M. W.; The Amazonian Languages; pp. 293-305. ISBN 0521570212
- Dartmouth College "Linguistic Discovery" Iambic Feet in Paumari and the Theory of Foot Structure, by Daniel L. Everett, University of Manchester (en inglés)
- Indian Cultures from Around the World: Paumari indians. (en inglés)
- ethnologue.com: Paumarí (en inglés)

- Datos: Q389827